# Balanga
Balanga é uma cidade de quarta classe de renda da cidade na província Bataan, nas Filipinas. De acordo com o censo de 1 maio  de  2020 possui uma população de 104 173 pessoas e 24 919 domicílios.